# 1581 Abanderada
1581 Abanderada (1950 LA1) là một tiểu hành tinh vành đai chính được phát hiện ngày 15 tháng 6 năm 1950 bởi Miguel Itzigsohn ở La Plata Astronomical Observatory, La Plata, Argentina.